# Riga Mustapha
Rahamat Riga Mustapha (ur. 10 października 1981 w Akrze) – holenderski piłkarz pochodzenia ghańskiego występujący na pozycji pomocnika lub napastnika.

## Kariera klubowa
Mustapha swoją karierę piłkarską rozpoczynał w zespole FC DUNO, następnie grał juniorskiej drużynie Sparty Rotterdam, skąd trafił do SBV Vitesse. Do pierwszego zespołu tego klubu włączony został w roku 1998. W pierwszym sezonie spędzonym w tym klubie rozegrał jedno spotkanie. W następnym zaś zagrał w siedmiu meczach. W sezonie 2000/2001 przebywał na wypożyczeniu w RBC Roosendaal, gdzie zagrał w ośmiu ligowych meczach. Po powrocie na stadion GelreDome grał tam jeszcze przez dwa sezony, po czym podpisał kontrakt z innym holenderskim zespołem – Spartą Rotterdam, grającą wówczas w Eerste divisie. Mustapha w tej drużynie był podstawowym piłkarzem. W debiutanckim sezonie zagrał w 32 meczach oraz zdobył cztery bramki. W następnym wystąpił w 36 spotkaniach, zdobył w nich 22 bramki, został przy tym drugim najlepszym strzelcem klubu, lepszy od niego był tylko Danny Koevermans, który strzelił 24 gole.
Po dwóch latach gry w Rotterdamie przeszedł do hiszpańskiego Levante UD. W debiutanckim sezonie zagrał w 38 meczach, w których zdobył 11 bramek. Przez następne dwa lata gry w Hiszpanii Mustapha nie stracił miejsca w podstawowej jedenastce swojego zespołu. Występował kolejno w 33 i 34 spotkaniach oraz zdobywał dziewięć i osiem bramek. Po trzech sezonach gry w Hiszpanii, 28 lipca 2008 przeszedł do angielskiego Boltonu Wanderers. W Premier League zadebiutował 23 sierpnia 2008 w przegranym 0:1 wyjazdowym spotkaniu z Newcastle United. Zawodnikiem Boltonu był do stycznia 2011.
Następnie występował w hiszpańskiej Cartagenie (Segunda División), a także w indyjskim Pune FC. W 2014 roku zakończył karierę.

## Kariera reprezentacyjna
Mustapha ma za sobą występy w reprezentacji Holandii do lat 21.